# Cloz
Cloz (Nones: Clòuz, deutsch veraltet: Klätz oder Klotz) ist eine Fraktion der italienischen Gemeinde (comune) Novella in der Provinz Trient, Region Trentino-Südtirol.

## Geografie
Der Ort liegt etwa 39 Kilometer nordnordwestlich von Trient im oberen Nonstal auf einer Höhe von 791 m s.l.m. unweit der Grenze zum Deutschnonsberg, dem zu Südtirol gehörenden Teil des Tales.

## Geschichte
Zahlreiche Funde belegen eine prähistorische Besiedlung. 1237 erscheint Berchtold de Cloz in einem Lehenbrief des Grafen Egno von Eppan. Ausserer zufolge könnte sich der Ortsname von "Claudere" für Sperre oder Klause ableiten, vermutlich ein Landgut eines Römers Claudius, auf dessen Resten später die Grafen von Eppan eine Burg, das "Castel Fava" errichteten. Am 20. April 1189 erscheint "Almergausus de Clauz" als Zeuge sowie am 5. Januar 1231 "Delesmannus de Cloz, Harmanus et Todescus de Clouz" als Ministeriale des Grafen Ulrich von Eppan. Der Ortsadel von Cloz ist darauf erloschen und der Burgstall, sowie die meisten Zehnten, an die Herren von Arz gefallen. 
Die Herrschaft Cloz und die damit verbundene Gerichtsbarkeit ging 1231 an den Bischof von Trient über. Am 5. Juni 1255 nahm Bischof Egno die Einwohner des, der Kirche der Grafen von Ulten heimgefallenen Gerichtes Cloz, in Schutz und versprach dem Bischof direkt unterstellt zu werden. Offensichtlich ermächtigten sich die Arz der Gerichtsbarkeit, um die sie mit den Thun von Castelfondo stritten. Am 1. Januar 1564 wendete sich Sigmund von Thun an den Rat von Trient, um die Ansprüche der Herren von Arz auf "das Haus und der große Thurm im Dorf Kloz" abzuweisen, das neben anderen Häusern der Jurisdiktion der Thun in Castelfondo unterstand. 1529 sind dort zehn Familien, mit Namen Frank bzw. Franch, sogenannte "nobili rurali" nachgewiesen.
Cloz war bis 2019 eine eigenständige Gemeinde und schloss sich am 1. Januar 2020 mit den Nachbargemeinden Brez, Cagnò, Revò und Romallo zur neuen Gemeinde Novella zusammen.

## Verkehr
Durch die Gemeinde führt die Staatsstraße 42 del Tonale e della Mendola von Treviglio nach Bozen.

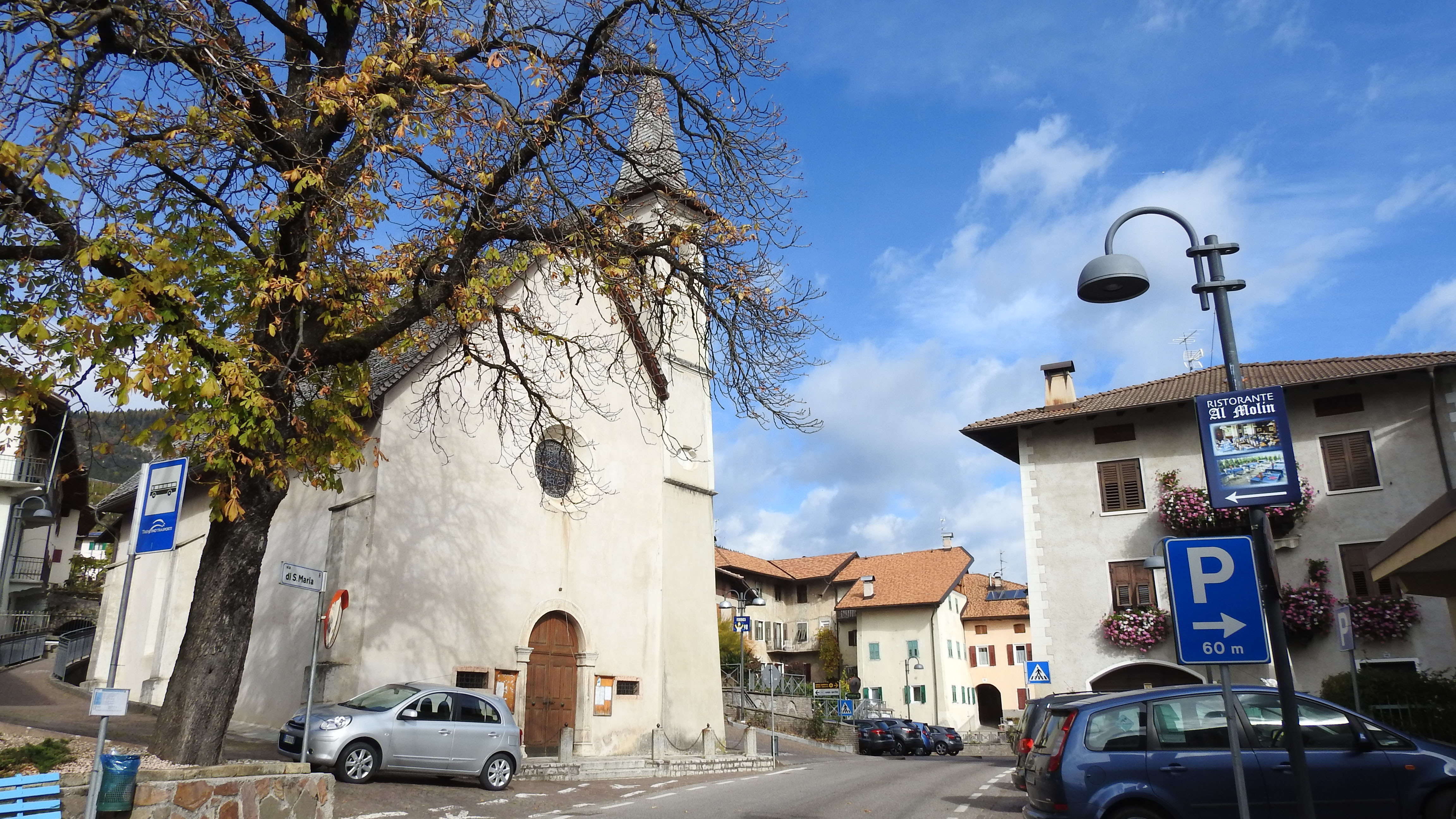
Piazza Santa Maria

## Sehenswürdigkeiten
- Kirche di Santo Stefano
- Kirche di Santa Maria